# مقاطعة كلاي (كانساس)
مقاطعة كلاي (بالإنجليزية: Clay County)‏ هي إحدى المقاطعات في ولاية كانساس، الولايات المتحدة الأمريكية.